# Bomolocha leucosticta
Bomolocha leucosticta là một loài bướm đêm trong họ Noctuidae.